# NGC 2114
NGC 2114 ist ein offener Sternhaufen im Sternbild Dorado in der Großen Magellanschen Wolke.
Das Objekt wurde am 27. September 1826 von James Dunlop entdeckt.